# Полифито
Полифито, още Витивяни или Фитивяни (на гръцки: Πολύφυτο, катаревуса Πολύφυτον, Полифитон, до 1927 година Παλιάλωνα, Фитивяни), е село в Република Гърция, част от дем Велвендо в област Западна Македония.

## География
Полифито е разположено на 320 m надморска височина, в планината Фламбуро (Пиерия), североизточно от Велвендо, във Витивянския пролом на река Бистрица (Алиакмонас). При селото е язовирната стена на язовира Полифитоско езеро на Бистрица.

## История

### В Османската империя
В 1528 година Фитивяни има 15 домакинства с 68 жители.
Александър Синве („Les Grecs de l’Empire Ottoman. Etude Statistique et Ethnographique“), който се основава на гръцки данни, в 1878 година пише, че във Витивяни (Vitiviani) живеят 120 гърци.
На етническата карта на Македония на Васил Кънчов („Македония. Етнография и статистика“) Витовяни (Vitovjani) е представено като гръцко село в Берска каза.
На Етнографската карта на Битолския вилает на Картографския институт в София от 1901 година Волтоян е чисто гръцко село в Серфидженската каза на Серфидженския санджак с 30 къщи.
Според статистика на Серфидженския санджак на гръцкото консулство в Еласона от 1904 година във Витивяни (Βιτίβγιανη), Серфидженска каза, живеят 150 гърци елинофони християни.
Църквата „Свети Атанасий“ е построена от камъни в 1910 година от местните жители на мястото на по-стар храм, побиращ едва 15 – 20 души. В 1972 година, заради строежа на язовира Полифито, е построена нова на сто метра от старата.

### В Гърция
През октомври 1912 година, по време на Балканската война, в селото влизат гръцки части и след Междусъюзническата война в 1913 година Витивяни остава в Гърция.
В 1916 година във Витивяни е изградена енорийската цървата „Света Параскева“, на основите на по-стар храм от 1750 година. В двора на църквата е намерена плоча с надпис „март 1819“, годината, в която може би е обновена. В храма се пази епитрахил с дата 1815 година. Според традицията в стария храм е проповядвал Козма Етолийски.
В 1928 година Витивяни е прекръстено на Полифито.
Населението традиционно произвежда овошки, зеленчуци, тютюн, жито и други земеделски продукти, като се занимава и с краварство.
| Година    | 1913 | 1920 | 1928 | 1940 | 1951 | 1961 | 1971 | 1981 | 1991 | 2001 | 2011 | 2021 |
| --------- | ---- | ---- | ---- | ---- | ---- | ---- | ---- | ---- | ---- | ---- | ---- | ---- |
| Население | 162  | 140  | 152  | 248  | 124  | 164  | 92   | 27   | 31   | 17   | 7    | 14   |